# Gjemnessundbroen
Gjemnessundbroen er en hængebro som krydser Gjemnessundet mellem Gjemnes på fastlandet og Bergsøya i Møre og Romsdal fylke i Norge. Gjemnessundbroen  blev åbnet i 1992. I dag er broen  en del af Europavej E39.
I totallængde er den Norges længste hængebro (men ikke længst når det gælder enkeltspænd). Broen er 1.257 meter lang, hovedspændet er 623 meter, og gennemsejlingshøjden er 43 meter. Broen har 21 spænd.

## KRIFAST
Gjemnessundbrua er en del af «KRIFAST», som er navnet påfastlandsforbindelsen til Kristiansund. Krifast er en trekantforbindelse, hvor tre veje mødes på Bergsøya.  Bompenge finansierer en del af vejanlægget og bomstationen ligger på Bergsøya, i knudepunktet mellem disse tre veje. Efter planerne skal der betales bompenge frem til 2012 og derefter skal alle kunne køre gratis.
- Vejen fra øst, fra Tingvoll kommune går over Bergsøysundbrua og Straumsundbrua.
- Vejen fra Gjemnes i syd, går over Gjemnessundbrua.
- Vejen fra Kristiansund i nord, går under Freifjorden i den undersøiske Freifjordtunnelen.

## Ridekoloni
Gjemnessundbrua har den næststørste ridekoloni i Møre og Romsdal og en af de største i landet. Hvert af brospændene er tæt besat med ridereder. Riden er en mågefugl der yngler i kolonier og bygger reder på stejle fjelde (fuglefjeld), på små bjerghyller, og de små fremspring på brospændet giver fine rugepladser for dem. 
Et stort problem er fugleklatter som tærer på betonen og skader den. Betonen bliver mere sårbar for saltindtrængning som giver rust i armeringen . Mange broer må repareres fordi det salte havvand trækker ind i betonen og får armeringsjernet til å ruste. 
Kolonien har været uønsket i flere år, men riderne har nægtet at forlade ynglepladsen. I stedet for at jage den væk, har vejvæsenet tilpasset broen til riderne så de kan yngle der. Broen er blevet spulet og rengjort, og en elastisk membran er lagt på betonen for at beskytte mod stofferne i fuglenes afføring. 